# Clan Lindsay
Lindsay ist der Name eines schottischen Clans, der aus Crawford in Lanarkshire stammt und dessen Stammvater Baldric de Lindesay war, ein anglo-normannischer Baron des 11. Jahrhunderts.

## Geschichte
Am 21. April 1398 wurde der Chief des Clan Lindsay, Sir David Lindsay, zum Earl of Crawford erhoben. Der Clan hat eine Reihe bekannter Persönlichkeiten hervorgebracht, darunter den Alexander Lindsay, 4. Earl of Crawford, der 1452 zusammen mit John MacDonald, 11. Earl of Ross und William Douglas, 8. Earl of Douglas erfolglos gegen König Jakob II. rebellierte. Oder David Lyndsay of the Mount, einen Dichter des 16. Jahrhunderts.
Das Motto des Clans lautet Endure fort („Habe Bestand mit Stärke“).
Der jeweilige Earl of Crawford ist Oberhaupt des Clans Lindsay. Seit 2023 ist dies Anthony Robert Lindsay, 30. Earl of Crawford (* 1958).

## Adelstitel
Folgende britische Adelstitel wurden bzw. werden von Angehörigen des Clans gehalten:
Peerage of Scotland
- Duke of Montrose (1488)
- Earl of Crawford (1398)
- Earl of Balcarres (1651)
- Earl of Lindsay (1633)
- Viscount of Garnock (1703)
- Lord Lindsay (1445)
- Lord Spynie (1590)
- Lord Lindsay of Balcarres (1633)
- Lord Parbroath (1633)
- Lord Lindsay and Balniel (1651)
- Lord Kilbirny and Drumry (1703)

Peerage of the United Kingdom
- Baron Wigan (1826)
- Baron Wantage (1885)
- Baron Lindsay of Birker (1945)
- Baron Balniel (Life Peerage, 1975)

Baronetage of Nova Scotia
- Lindsay Baronet, of Evelick (1666)

Baronetage of the United Kingdom
- Lindsay Baronet, of West Ville (1821)
- Lindsay Baronet, of Dowhill (1962)

## Bilder

Clan-Abzeichen und Motto
Stammwappen des Clans
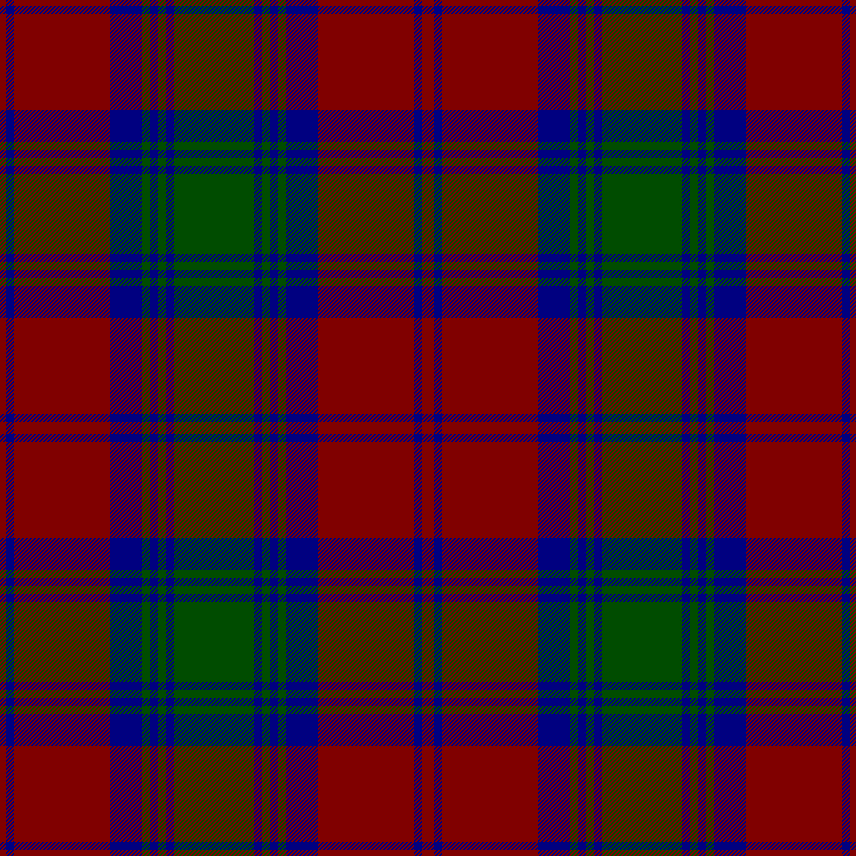
Tartan
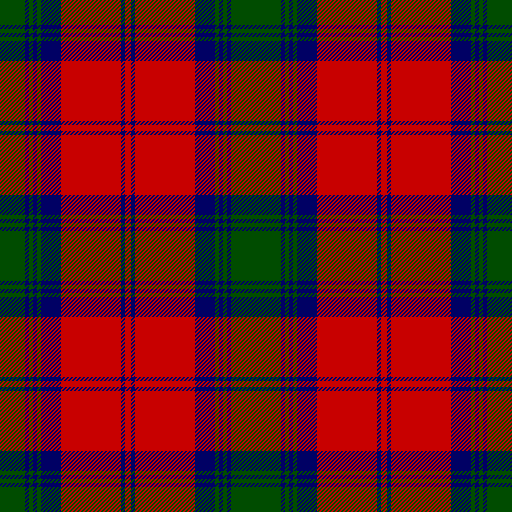
Tartan